# がんばって 青春
「がんばって 青春」（がんばって せいしゅん）は、SUPER☆GiRLSの1枚目のシングル。2011年4月20日にiDOL Streetから発売された。

## 概要
ジャケットA、B、C、D、E、F（イベント会場/mu-moショップ限定盤）の計6形態で発売。当初は2011年3月23日に発売を予定していたが、東日本大震災の影響により延期された。
MVのロケ地は、3月頃に富士フェニックス短期大学で撮影された。
ジェニーとの服のコラボレーション第1弾がCDジャケット込みで追加された。該当商品には、カタログ、店頭POPなどで「SUPER☆GiRLSのCDの衣装とおそろい」という宣伝が掲載されている。

## 収録曲

### ジャケットA
1. がんばって 青春 [4:35]
作詞：森由里子、作曲：吉田将樹、編曲：鈴木Daichi秀行
2. 初恋グラフィティ [4:26]
作詞：Mio Aoyama、作曲：鈴木大輔、編曲：水上裕規

DVD
1. がんばって 青春（MUSIC VIDEO）
2. がんばって 青春 メンバー個別CM集（全12ver.）

### ジャケットB
1. がんばって 青春
2. 初恋グラフィティ

DVD
1. 初恋グラフィティ（MUSIC VIDEO）
2. がんばって 青春（MUSIC VIDEO OFF SHOT）

### ジャケットC
1. がんばって 青春
2. 初恋グラフィティ
3. オリジナルCDドラマ SUPER☆GiRLS 超絶学園 スクールデイズコレクション 春（New Students Side） [17:54]

### ジャケットD
1. がんばって 青春
2. 初恋グラフィティ
3. オリジナルCDドラマ SUPER☆GiRLS 超絶学園 スクールデイズコレクション 春（Current Students Side） [17:35]

### ジャケットE
1. がんばって 青春
2. 初恋グラフィティ
3. がんばって 青春（Instrumental）
4. 初恋グラフィティ（Instrumental）

### ジャケットF
1. がんばって 青春
2. 初恋グラフィティ
3. がんばって 青春 〜セイシュンver.〜

## 音楽配信

### がんばって 青春 2022
2022年4月20日、第5章のメンバーで歌った「がんばって 青春 2022」が配信限定でリリースされた。
太字の配信サービスはハイレゾ音源を配信していることを示す。

## イベント
| 日程              | 公演名 | 会場                                                                                                 | 備考                                                                       |
| ----------------- | --- | --- | -------------------------------------------------------------------------- |
| 2011年 4月20日    | 発売記念「感謝のキモチを込めて、お店にお邪魔します!!」                                                                                  | ソフマップ秋葉原音楽CD館 SHIBUYA TSUTAYA アニメイト秋葉原                                            | グループ別握手会                                                           |
| 4月21日           | 発売記念「感謝のキモチを込めて、お店にお邪魔します!!」                                                                                  | タワーレコード渋谷 タワーレコード新宿 HMVラゾーナ川崎 TSUTAYA EBISUBASHI HMV栄 HMV札幌ステラプレイス | グループ別握手会                                                           |
| 4月24日           | 1st Single「がんばって 青春」リリース×アリオ上田オープン記念×2nd Single「MAX!乙女心/Happy GO Lucky!〜ハピ☆ラキでゴー!〜」初披露イベント | アリオ上田                                                                                           | ミニライブ・グループ別握手会                                               |
| 4月30日・ 5月14日 | 発売記念握手会イベント「新しい日々を迎えるみなさんへエールを☆」                                                                         | avex本社                                                                                             | グループ別握手会2部制・スタンプカード特典サイン&2ショットチェキ撮影会2部制 |